# Acorus
Genre
Classification APG III (2009)
Taxons de rang inférieur
- Voir le texte

Acorus est un genre de plantes herbacées vivaces, les acores. Il appartient à la famille des Araceae selon la classification classique, c'est le genre type de la famille monotypique des Acoraceae selon la classification phylogénétique.

## Listes des espèces
En Europe, on peut rencontrer :
- Acorus calamus L. - acore odorant, également appelé acore vrai ou roseau aromatique, seule espèce naturalisée en Europe, est indigène en Asie centrale.
- Acorus gramineus - acore à feuilles de graminées, une espèce introduite plus petite et moins rustique, est originaire du sud de l’Asie.

Ces plantes de zones uliginaires sont actuellement considérées comme les monocotylées les plus primitives.
Selon World Checklist of Selected Plant Families (WCSP) (27 nov. 2017) (liste à compléter) :
- Acorus americanus (Raf.) Raf. (1836)
- Acorus calamus L. (1753)
- Acorus gramineus Sol. (1789)

Selon NCBI (27 nov. 2017) :
- Acorus americanus
- Acorus calamus
- Acorus gramineus
- Acorus latifolius
- Acorus macrospadiceus
- Acorus tatarinowii
- Acorus xiangyeus

Selon ITIS (27 nov. 2017) :
- Acorus americanus (Raf.) Raf.
- Acorus calamus L.
- Acorus gramineus Sol. ex Aiton